# Камалов, Нурмахан
Нурмахан Камалов (каз. Нұрмахан Камалов; 1927 год, аул Таутума (к/х "Кызыл Ту", возле села Атабай), Туркестанский уезд, Сырдарьинская губерния, Казахская Автономная Социалистическая Советская Республика — 11 марта 1991 год, город Кентау, Чимкентская область, Казахская ССР) — советский шахтёр, бригадир забойщиков Ачисайского полиметаллического комбината Министерства цветной металлургии СССР, Чимкентская область, Казахская ССР. Герой Социалистического Труда (1971). Депутат Верховного Совета Казахской ССР.

## Биография
Родился в 1927 году в крестьянской семье в ауле "Таутума" (колхоз "Кзыл Ту", исторически административно относился к "Қарнақ шәһәрі" (к/х "Атабай")). Окончив семилетнюю школу, работал с 1939 по 1948 год в колхозе Кызыл Ту. Окончил школу фабрично-заводского обучения при "Ачисайском полиметаллическом комбинате". С 1948 года — бурильщик, забойщик, бригадир забойщиков на руднике «Миргалимсай» "Ачисайского полиметаллического комбината".
Бригада Нурмахана Камалова ежегодно перевыполняла производственный план. Указом Президиума Верховного Совета СССР от 30 марта 1971 года за выдающиеся успехи, достигнутые в развитии цветной металлургии, удостоен звания Героя Социалистического Труда с вручением ордена Ленина и золотой медали «Серп и Молот».
Избирался депутатом Верховного Совета Казахской ССР. В 1976 году бригада стала инициатором социалистического движения повышения коэффициента использования самоходного оборудования.

## Память
Его именем названа улица в г. Кентау, Тукестанская область, Республика Казахстан.

## Награды
- медаль «Серп и Молот» (30.03.1971)
- Орден Ленина (30.03.1971)
- Орден Трудового Красного Знамени (20.05.1966)
- Медаль «За доблестный труд в Великой Отечественной войне 1941—1945 гг.»
- Почётный шахтёр (1963)